# Cantone di Mâcon-Centre
Il Cantone di Mâcon-Centre era una divisione amministrativa dell'Arrondissement di Mâcon.
È stato soppresso a seguito della riforma complessiva dei cantoni del 2014, che è entrata in vigore con le elezioni dipartimentali del 2015.
Comprendeva parte della città di Mâcon e il comune di Charnay-lès-Mâcon.